# Noëlle Buri
Noëlle Buri (* 10. April 2001) ist eine Schweizer Radsportlerin, die sich auf Cross-Country spezialisiert hat. Beim UCI-Mountainbike-Weltcup 2022 belegte sie in der Kategorie U23 den zweiten Platz.

## Biographie
Noëlle Buri ist mit ihrer älteren Schwester Fabienne in Oberburg aufgewachsen. Schon ihr Vater, Stefan Buri, ist begeisterter Mountainbiker und hat die Töchter schon frühzeitig mit auf seine Rennen mitgenommen. Die Schwestern fuhren schon früh auf dem Schulweg und in den Sommerferien Velo und begannen beim Radverein Ersigen Rennen zu fahren. Noëlle Buri absolvierte eine Sportlehre in der Gemeindeverwaltung, im 2023 folgte die Spitzensport-Rekrutenschule in Magglingen. Sie ist seit Herbst 2022 Profi.

## Karriere

### Weltmeisterschaften
- Mountainbike-Weltmeisterschaften 2020
  - Bronzemedaillengewinnerin in der Mixed-Staffel (mit Luke Wiedmann, Thomas Litscher, Sina Frei, Elisa Alvarez und Alexandre Balmer)
- Mountainbike-Weltmeisterschaften 2021
  - 8. Platz in der Kategorie U23
- Mountainbike-Weltmeisterschaften 2022
  - 6. Platz in der Kategorie U23
- Mountainbike-Weltmeisterschaften 2023
  - 6. Platz in der Kategorie U23

### Weltcup
UCI-Mountainbike-Weltcup (olympisch)
- 2022: 2. Platz in der Gesamtwertung, Gewinnerin von 2 Runden
- 2023: 4. Platz in der Gesamtwertung, Gewinnerin von 1 Runde

UCI-Mountainbike-Weltcup (Short Track)
- 2023: 3. Platz in der Gesamtwertung

### Europameisterschaften
- Mountainbike-Europameisterschaften 2020
  - Bronzemedaillengewinnerin in der Mixed-Staffel (mit Fabio Püntener, Janis Baumann, Alessandra Keller, Elisa Alvarez und Thomas Litscher)
- Mountainbike-Europameisterschaften 2023
  - Bronzemedaillengewinnerin in der Kategorie U23